# Olaus Petri
Olaus Petri, forma latinizzata di Olof Persson, talvolta Petersson (Örebro, 6 gennaio 1493 – Stoccolma, 19 aprile 1552), è stato un religioso svedese.

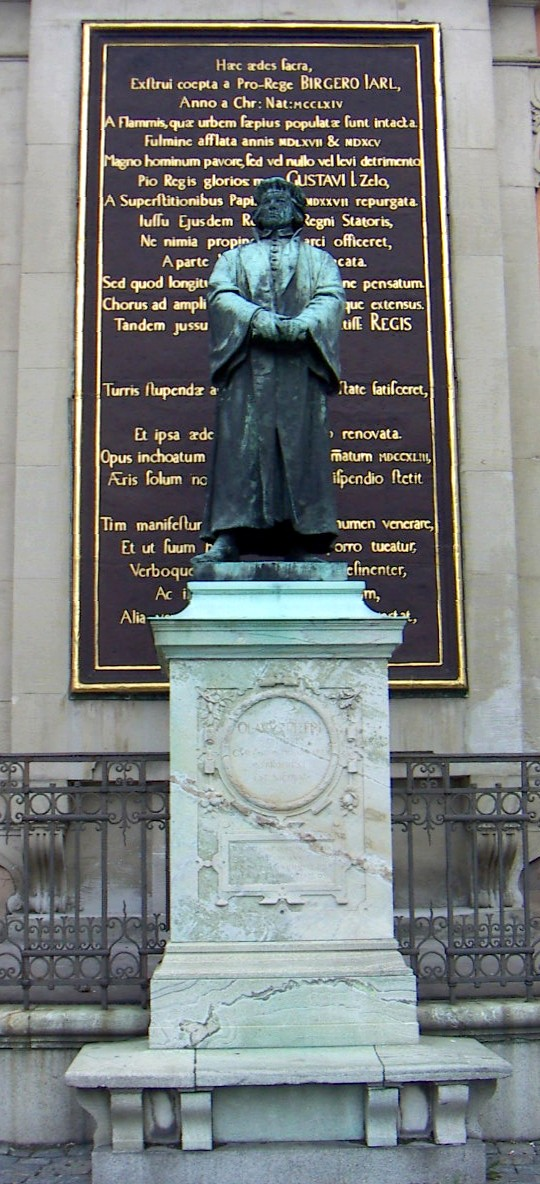
Olaus Petri fuori della chiesa Storkyrkan, Stoccolma

Nato in una famiglia di fabbri e maggiormente conosciuto con la forma latina del suo nome, Olaus Petri era un pastore e scrittore che diede un grande contributo alla riforma protestante in Svezia. Suo fratello Laurentius Petri divenne il primo arcivescovo evangelico di Svezia. Olaus e Laurentius sono commemorati dalla Chiesa evangelica luterana in America il 19 aprile.

## Formazione
Gli studi di Olaus iniziarono presso l'Università di Uppsala per proseguire a Lipsia e infine a Wittenberg, dove ebbe l'occasione di frequentare Filippo Melantone e Martin Lutero.
Tornando in Svezia con il fratello nel 1519 rischiò di morire nel naufragio sua nave che trovo riparo nell'isola di Gotland, dove entrambi i fratelli si fermarono per un periodo. Olaus venne nominato segretario e decano del vescovo Mattias Gregersson nel 1520.
Olaus andò a Stoccolma con il vescovo durante i fatti atroci del 1520 la cosiddetta notte del bagno di sangue di Stoccolma, dove dopo l'uccisione del suo vescovo decapitato e bruciato lui riuscì a salvarsi grazie ad un conoscente tedesco, assieme a lui si spacciò per tedesco ed ebbe salva la vita.

## Periodo di vicinanza con il re
Olaus accompagnò il vescovo a Stoccolma nel 1523 per l'incoronazione di Gustav Vasa e avendo conosciuto il monarca ottenne di trasferirsi l'anno seguente a Stoccolma per lavorare nella segreteria.
Nell'ottobre del 1524 lui e il fratello furono scomunicati dal vescovo di Uppsala per eresia.
La fortuna fu che il re appoggiava le nuove idee che Olaus diffondeva. Così Olaus l'anno seguente prese moglie divenendo il primo sacerdote sposato della chiesa svedese.
Nel 1531 il re dichiara la Svezia luterana soprattutto per gli insegnamenti ricevuti dai fratelli Petri.
Petri nel 1539 raggiunge il suo massimo nella carriera ecclesiastica ma qui inizia il suo declino, alcune sue idee erano in contrasto con quelle del sovrano e infine su accusato di tradimento perché saputo il piano di una congiura contro il re in una confessione non lo aveva rivelato al suo monarca, e in più le sue convinzioni su una chiesa svedese autonoma dal potere del sovrano lo misero in una cattiva luce e il tribunale il 2 gennaio 1540 col benestare del fratello Laurentius lo condanno a morte.
Dopo molte negoziazioni delle cariche più influenti del paese tutti amici di Olaus la pena venne tramutata in pecuniaria.
Da questo momento Olaus non si occuperà più di politica attiva ma farà carriera di pedagogo nelle scuole di Stoccolma e dal 1543 sarà decano della chiesa Storkyrkan di Stoccolma, dove varrà anche sepolto.
Dal 1898 fuori della medesima chiesa si erge anche una statua a lui dedicata.

## Opere
Scrisse molto e contribuì alla prima parte della letteratura svedese. Si occupò anche della traduzione in svedese del nuovo testamento (1526) e prese parte alla stesura della Bibbia che viene ancor oggi ricordata come la Bibbia Vasa (1543).
Nel 1531 ha redatto i salmi del signore Then swenska messan per poter spiegare come fare la messa in svedese.
Di estrema importanza furono le sue cronache storiche che tentarono di descrivere la storia della Svezia della sua nascita conosciute come Swensk Cröneka. Considerate un elemento di forte critiche alla politica di Gustavo Vasa ne venne proibita la stampa, tanto che la prima copia stampata risale al 1818, ma a lungo furono diffuse in forma manoscritta per rispettare il divieto di stampa e divulgazione. Swensk Cröneka è considerato più un testo politico che storico.
Ma la sua opera di maggiore importanza futura fu il Domareregler, un sunto di regolamenti e norme che ancor oggi è alla base del diritto svedese e finlandese.
Olaus Petri, Samlade skrifter [Gesammelte Schriften], 4 Bde. Uppsala 1914-1917